# Pelican West
Pelican West är den brittiska gruppen Haircut One Hundreds debutalbum utgivet 1982.
Albumet nådde 2:a plats på brittiska albumlistan. Singlarna Favourite Shirts, Love Plus One och Fantastic Day blev alla topp 10-hits på brittiska singellistan. Albumet är det enda som gruppen gjorde med sångaren och låtskrivaren Nick Heyward.
Pelican West finns med i boken 1001 album du måste höra innan du dör.

## Låtförteckning
1. Favourite Shirts (Boy Meets Girl)  3:06
2. Love Plus One  3:34
3. Lemon Firebrigade  3:56
4. Marine Boy  3:33
5. Milk Film  2:53
6. Kingsize (You're My Little Steam Whistle)  4:25
7. Fantastic Day  3:14
8. Baked Bean  4:03
9. Snow Girl  2:56
10. Love's Got Me In Triangles  3:38
11. Surprise Me Again  3:19
12. Calling Captain Autumn 4:06